# Cobán (Guatemala)
 For alternative betydninger, se Cobán (flertydig). (Se også artikler, som begynder med Cobán)
Cobán er en by i det centrale Guatemala, med et indbyggertal (pr. 2005) på cirka 86.000. Byen blev grundlagt i 1543 og er hovedstad i departementet Alta Verapaz.
15°29′N 90°22′V / 15.483°N 90.367°V
- Wikimedia Commons har flere filer relateret til Cobán (Guatemala)